# نووکیزگانوو
نووکیزگانوو (انگلیسی: Novokizganovo) یک شهرک در شهرستان بورایفسکی باشقیرستان کشور روسیه است.